# 生計
| ウィキペディアには「生計」という見出しの百科事典記事はありません（タイトルに「生計」を含むページの一覧/「生計」で始まるページの一覧）。 代わりにウィクショナリーのページ「生計」が役に立つかもしれません。 |